# P. J. Dozier
Pour les articles homonymes, voir Dozier.
Perry "PJ" Dozier Jr., né le 25 octobre 1996 à Columbia en Caroline du Sud, est un joueur professionnel américain de basket-ball. Il évolue aux postes d'arrière et ailier.

## Carrière universitaire
Au cours de sa dernière saison à la Spring Valley High School, il est nommé dans l'équipe McDonald's All American en 2015. Il s'engage avec les Gamecocks de la Caroline du Sud. ESPN le classe au 21e rang des meilleures recrues de sa classe. Son père, Perry Dozier, était joueur de basket-ball pour la Caroline du Sud dans les années 1980.
Dans sa deuxième saison, avec l'ailier Sindarius Thornwell, Dozier joue un rôle important dans l’improbable Final Four de la Caroline du Sud. Il marque 21 points contre Marquette dans le tournoi de la NCAA. Dozier est nommé dans la All-Tournament Team de la région est. Dans la défaite 77-73 contre Gonzaga dans le Final Four, Dozier inscrit 17 points. À la fin de sa deuxième saison, Dozier annonce son intention de renoncer à ses deux dernières saisons universitaires et de se déclarer pour la draft 2017 de la NBA.

## Carrière professionnelle

### Thunder d'Oklahoma City / Blue d'Oklahoma City (2017-2018)
Après sa non-sélection à la draft 2017 de la NBA, Dozier signe avec les Lakers de Los Angeles pour la NBA Summer League 2017. Il signe un contrat avec les Mavericks de Dallas le 8 août 2017. Il est libéré le 14 octobre 2017 avant d’accepter un two-way contract avec le Thunder d'Oklahoma City deux jours plus tard. Selon les termes de l’accord, Dozier partage son temps de jeu entre le Thunder et leur équipe affiliée en NBA Gatorade League, le Blue d'Oklahoma City. Dozier fait ses débuts en NBA le 8 février 2018 dans une défaite face aux Lakers de Los Angeles.

### Celtics de Boston / Red Claws du Maine (2018-2019)
Le 21 août 2018, Dozier signe un two-way contract avec les Celtics de Boston. En février 2019, Dozier est nommé dans une All-NBA G League Team. Le 30 juin 2019, les Celtics refusent de prolonger son contrat, ce qui en fait un agent libre sans restriction.
Le 4 juillet, Dozier fait partie de l’équipe des 76ers de Philadelphie pour la NBA Summer League 2018.

### Nuggets de Denver / Bulls de Windy City (2019-2022)
Le 13 août 2019, Dozier signe un contrat d’un an avec les Nuggets de Denver. Il est affecté aux Bulls de Windy City pour le début de la saison de la NBA Gatorade League. Le 11 janvier 2020, Dozier cumule 32 points, 9 passes, 8 rebonds, 2 interceptions et 1 contre dans une victoire 120-112 contre les Mad Ants de Fort Wayne. Lors de ses débuts à Denver le 15 janvier, Dozier termine avec 12 points alors qu’il remplaçait Jamal Murray.
Le 25 juin 2020, il signe un contrat complet avec les Nuggets.
En novembre 2021, Dozier se déchire le ligament croisé antérieur du genou gauche et est forfait pour le reste de la saison.

### Celtics de Boston puis Magic d'Orlando (2022)
En janvier 2022, P. J. Dozier et son coéquipier Bol Bol sont transférés aux Celtics de Boston dans le cadre d’un échange avec les Spurs de San Antonio et les Nuggets de Denver.
En février 2022, il est transféré au Magic d'Orlando en compagnie de Bol Bol,. Il est coupé dans la foulée.

### Kings de Sacramento (2023)
Le 8 janvier 2023, il signe un contrat de 10 jours en faveur des Kings de Sacramento. Fin février 2023, il signe jusqu'à la fin de saison avec les Kings de Sacramento. Il est coupé début juillet 2023.

### Partizan Belgrade (2023-2024)
En août 2023, Dozier quitte les États-Unis où il peine à retrouver une place et rejoint l'Europe où il s'engage pour une saison avec le KK Partizan Belgrade, club serbe participant à l'Euroligue,.

### Timberwolves du Minnesota (2024)
En juillet 2024, il revient en NBA où il signe pour une saison avec les Timberwolves du Minnesota. Il est coupé fin décembre 2024.

## Palmarès

### NBA Gatorade League
- NBA D-League All-Star en 2019.
- All-NBA G League Third Team en 2019.

### Université
- McDonald's All American 2015.

## Statistiques

### Université
| Saison    | Équipe         | Matchs | Titul. | Min./m | % Tir | % 3pts | % LF | Rbds/m. | Pass/m. | Int/m. | Ctr/m. | Pts/m. |
| --------- | -------------- | ------ | ------ | ------ | ----- | ------ | ---- | ------- | ------- | ------ | ------ | ------ |
| 2015-2016 | South Carolina | 34     | 28     | 19.0   | .381  | .213   | .544 | 3.0     | 2.1     | 1.0    | .4     | 6.7    |
| 2016-2017 | South Carolina | 36     | 36     | 28.7   | .407  | .298   | .597 | 4.8     | 2.8     | 1.7    | .3     | 13.9   |
| Carrière  | Carrière       | 70     | 64     | 24.0   | .398  | .277   | .579 | 3.9     | 2.4     | 1.3    | .3     | 10.4   |

### NBA

#### Saison régulière
| Saison    | Équipe        | Matchs | Titul. | Min./m | % Tir | % 3pts | % LF | Rbds/m. | Pass/m. | Int/m. | Ctr/m. | Pts/m. |
| --------- | ------------- | ------ | ------ | ------ | ----- | ------ | ---- | ------- | ------- | ------ | ------ | ------ |
| 2017-2018 | Oklahoma City | 2      | 0      | 1,5    | 50,0  | –      | –    | 0,50    | 0,00    | 0,00   | 0,00   | 1,00   |
| 2018-2019 | Boston        | 6      | 0      | 8,5    | 38,1  | 25,0   | 50,0 | 2,80    | 0,80    | 0,30   | 0,00   | 3,20   |
| 2019-2020 | Denver        | 29     | 0      | 14,2   | 41,4  | 34,7   | 72,4 | 1,90    | 2,20    | 0,50   | 0,20   | 5,80   |
| 2020-2021 | Denver        | 50     | 6      | 21,8   | 41,7  | 31,5   | 63,6 | 3,60    | 1,80    | 0,60   | 0,40   | 7,70   |
| Carrière  | Carrière      | 87     | 6      | 17,9   | 41,5  | 32,0   | 66,0 | 2,90    | 1,80    | 0,50   | 0,30   | 6,60   |

#### Playoffs
| Saison   | Équipe   | Matchs | Titul. | Min./m | % Tir | % 3pts | % LF | Rbds/m. | Pass/m. | Int/m. | Ctr/m. | Pts/m. |
| -------- | -------- | ------ | ------ | ------ | ----- | ------ | ---- | ------- | ------- | ------ | ------ | ------ |
| 2020     | Denver   | 12     | 0      | 10,4   | 42,4  | 25,0   | 57,1 | 1,50    | 1,00    | 0,20   | 0,20   | 3,20   |
| Carrière | Carrière | 12     | 0      | 10,4   | 42,4  | 25,0   | 57,1 | 1,50    | 1,00    | 0,20   | 0,20   | 3,20   |

## Records sur une rencontre en NBA
Les records personnels de P. J. Dozier en NBA sont les suivants, :
| Type de statistique        | Saison régulière | Saison régulière        | Saison régulière | Playoffs | Playoffs                | Playoffs          |
| Type de statistique        | Record           | Adversaire              | Date             | Record   | Adversaire              | Date              |
| -------------------------- | ---------------- | ----------------------- | ---------------- | -------- | ----------------------- | ----------------- |
| Points                     | 23               | Rockets de Houston      | 24 avril 2021    | 7        | @ Jazz de l'Utah        | 21 août 2020      |
| Paniers marqués            | 10               | Rockets de Houston      | 24 avril 2021    | 3        | 2 fois                  | 2 fois            |
| Paniers tentés             | 17               | @ Bucks de Milwaukee    | 2 mars 2021      | 9        | @ Jazz de l'Utah        | 21 août 2020      |
| Paniers à 3 points réussis | 5                | @ Raptors de Toronto    | 14 août 2020     | 1        | 2 fois                  | 2 fois            |
| Paniers à 3 points tentés  | 6                | 6 fois                  | 6 fois           | 4        | @ Jazz de l'Utah        | 21 août 2020      |
| Lancers francs réussis     | 6                | @ Lakers de Los Angeles | 10 août 2020     | 3        | 2 fois                  | 2 fois            |
| Lancers francs tentés      | 7                | @ Lakers de Los Angeles | 10 août 2020     | 5        | @ Lakers de Los Angeles | 20 septembre 2020 |
| Rebonds offensifs          | 4                | @ Wizards de Washington | 9 avril 2019     | 1        | 2 fois                  | 2 fois            |
| Rebonds défensifs          | 7                | 2 fois                  | 2 fois           | 6        | @ Jazz de l'Utah        | 21 août 2020      |
| Rebonds totaux             | 11               | @ Wizards de Washington | 9 avril 2019     | 6        | @ Jazz de l'Utah        | 21 août 2020      |
| Passes décisives           | 8                | 3 fois                  | 3 fois           | 3        | Jazz de l'Utah          | 25 août 2020      |
| Interceptions              | 3                | 5 fois                  | 5 fois           | 1        | 2 fois                  | 2 fois            |
| Contres                    | 2                | 4 fois                  | 4 fois           | 1        | 2 fois                  | 2 fois            |
| Balles perdues             | 4                | 2 fois                  | 2 fois           | 3        | @ Jazz de l'Utah        | 21 août 2020      |
| Minutes jouées             | 37               | @ Wizards de Washington | 9 avril 2019     | 21       | @ Jazz de l'Utah        | 21 août 2020      |

- Double-double : 1
- Triple-double : 0

Dernière mise à jour : 25 juin 2021

## Vie personnelle
Dozier est un cousin de Reggie Lewis, ancien joueur des Celtics de Boston, lui-même décédé à la suite d’une insuffisance cardiaque. Alors qu’il était membre du Thunder d'Oklahoma City, Dozier portait le numéro 35 en hommage à Lewis.